# Eurydesmatidae
Eurydesmatidae zijn een uitgestorven familie van tweekleppigen uit de orde Pectinida.